# Лесічіне
Лесічіне (груз. ლესიჭინე) — село в Грузії.
За даними перепису населення 2014 року в селі проживає 2321 особа.